# Sintula roeweri
Sintula roeweri là một loài nhện trong họ Linyphiidae.
Loài này thuộc chi Sintula. Sintula roeweri được Josef Kratochvíl miêu tả năm 1935.